# Deux Jours et Deux Nuits de Nouvelle Musique
Le festival Deux Jours et Deux Nuits de Nouvelle Musique (ukrainien : Два дні й дві ночі нової музики), ou 2D2N, est un de musique annuel de 48 heures qui se tient à Odessa, en Ukraine. Le festival présente de la nouvelle musique d'artistes ukrainiens et internationaux, principalement dans le genre de la musique expérimentale. Fondé par Karmella Tsepkolenko en 1995, il est organisé par l'Association pour les musiques contemporaines, la section ukrainienne de la Société internationale pour la musique contemporaine. Le président actuel du festival est le compositeur et chef d'orchestre allemand Bernhard Wulff. Ayant connu une croissance constante depuis sa création, le 2D2N est considéré comme l'un des plus grands festivals de musique en Ukraine. Il est financé par des aides gouvernementales, des donateurs privés et divers organismes et projets gouvernementaux internationaux, dont ceux d'Israël, de Suède et de Suisse.